# Aratinga labati
Espèce
Aratinga labati (ou Perrique de Guadeloupe) est une espèce hypothétique de perroquets endémique de la Guadeloupe aujourd'hui disparue,. Cette espèce n'est reconnue par aucune autorité taxinomique.

## Description
Ces oiseaux ressemblaient à Aratinga euops de Cuba mais sans rouge sur les ailes. Le Père Labat décrivait ces oiseaux comme des « petits perroquets gros comme des pies (environ 45 cm), tous vert (…) excepté quelques plumes rouges qu’elles ont sur la tête. Leur bec est blanc (...) ».
Le père Du Tertre avait auparavant donné quelques précisions sur leur comportement : « Ils volent en bandes et se branchent toujours sur les arbres les plus feuillus et les plus verts, de sorte qu’on ne les peut que bien difficilement apercevoir ».

## Taxinomie
L'espèce a été décrite, non scientifiquement, par le père Labat en 1724. Rothschild est l'auteur de la première description scientifique, faite à partir des récits de voyageurs, car il n'existe aucun spécimen, ni aucun ossement connu de l'espèce. Rothschild l’a tout d’abord placée dans le genre Conorus avant de la ranger sans grande certitude dans le genre Eupsitulla. Le consensus actuel la classerait plutôt dans le genre Aratinga.
Des conures ont également été reportées à la Martinique et à la Barbade mais sans avoir pu être classées taxinomiquement.

## Disparition
L'espèce a disparu comme les autres perroquets de la Guadeloupe au XVIIIe siècle. On suppose que la chasse est la cause de cette disparition car elle était considérée comme un gibier de premier ordre.